# 7人制ラグビー男子南アフリカ共和国代表
7人制ラグビー男子南アフリカ共和国代表（英語: South Africa national rugby sevens team）は、国際大会に派遣される7人制ラグビーの男子南アフリカ代表チームである。愛称は「ブリッツボクス」、『スプリンボクスセブンズ』。
ワールドラグビーセブンズシリーズ、ラグビーワールドカップセブンズなどに出場している。

## 歴史
1999年からワールドラグビーセブンズシリーズに参加。
その後ワールドラグビーセブンズシリーズ2008-2009シーズンで総合初優勝を果たし、2016リオ五輪では7人制日本代表を下して銅メダルを獲得した。また2024パリ五輪では7人制オーストラリア代表を下して銅メダル獲得。

## 成績

### 夏季オリンピック
| 年   | ラウンド     | 順位 | 試 | 勝 | 負 | 分 |
| ---- | ------------ | ---- | -- | -- | -- | -- |
| 2016 | 銅メダル     | 3位  | 6  | 4  | 2  | 0  |
| 2021 | 準々決勝敗退 | 5位  | 6  | 5  | 1  | 0  |
| 2024 | 銅メダル     | 3位  | 6  | 3  | 3  | 0  |
| 計   | 優勝 0 回    | 3/3  | 18 | 12 | 6  | 0  |

### ワールドカップ
| 年   | ラウンド           | 順位 | 試 | 勝 | 負 | 分 |
| ---- | ------------------ | ---- | -- | -- | -- | -- |
| 1993 | カップ準々決勝敗退 | 5    | 8  | 6  | 2  | 0  |
| 1997 | カップ準優勝       | 2    | 7  | 6  | 1  | 0  |
| 2001 | カップ準々決勝敗退 | 5    | 6  | 5  | 1  | 0  |
| 2005 | カップ準々決勝敗退 | 5    | 6  | 4  | 2  | 0  |
| 2009 | カップ準々決勝敗退 | 5    | 4  | 3  | 1  | 0  |
| 2013 | カップ準々決勝敗退 | 5    | 4  | 3  | 1  | 0  |
| 2018 | 準決勝敗退         | 3    | 4  | 3  | 1  | 0  |
| 2022 | 7位決定戦勝利      | 7    | 4  | 2  | 2  | 0  |
| 計   | 優勝 0回           | 8/8  | 43 | 32 | 11 | 0  |

### ワールドゲームズ
| 年   | ラウンド      | 順位 | 試 | 勝 | 負 | 分 |
| ---- | ------------- | ---- | -- | -- | -- | -- |
| 2001 | 5位決定戦勝利 | 5    | 6  | 4  | 2  | 0  |
| 2005 | 準優勝        | 2    | 5  | 4  | 1  | 0  |
| 2009 | 3位決定戦勝利 | 3    | 6  | 5  | 1  | 0  |
| 2013 | 優勝          | 1    | 6  | 6  | 0  | 0  |
| 計   | 優勝 1 回     | 4/4  | 23 | 19 | 4  | 0  |

### ワールドセブンズシリーズ
- 1999-00シーズン - 5位
- 2000-01シーズン - 5位
- 2001-02シーズン - 2位
- 2002-03シーズン - 4位
- 2003-04シーズン - 5位
- 2004-05シーズン - 4位
- 2005-06シーズン - 3位
- 2006-07シーズン - 4位
- 2007-08シーズン - 2位
- 2008-09シーズン - 1位
- 2009-10シーズン - 6位
- 2010-11シーズン - 2位
- 2011-12シーズン - 5位
- 2012-13シーズン - 2位
- 2013-14シーズン - 2位
- 2014-15シーズン - 2位
- 2015-16シーズン - 2位
- 2016-17シーズン - 1位
- 2017-18シーズン - 1位
- 2018-19シーズン - 4位
- 2019-20シーズン - 2位
- 2021シーズン - 1位
- 2021-22シーズン - 2位
- 2022-23シーズン - 7位
- 2023-24シーズン - 7位

## 直近大会の代表スコッド
パリ2024五輪代表スコッド
1. クリスティ・グロベラー
2. ライアン・ウェストヘーゼン
3. インピ・ヴィサー
4. ザイン・デービズ
5. ケウィン・ノーチェ
6. ティアン・プレトリウス
7. ショーン・ウィリアムス
8. セルウィン・デービズ
9. トリスタン・リーズ
10. ロスコー・スペックマン
11. シビウェ・ソイズワピ
12. シルトン・ファンビック